# 이정철 (배구인)
이정철(李廷哲, 1960년 3월 27일 ~ )은 대한민국의 스포츠해설가, 배구감독이다.

## 생애
1960년 3월 27일에 경기도 부천시에서 출생하였고, 청석고등학교와 성균관대학교를 졸업했다. 
대학교 졸업 후 금성사 배구단에 입단 해 센터와 라이트로 뛰었으며, 1987년에 현역에서 은퇴하여 현역 생활은 짧게 하고 마무리지었다. 
현역에서 은퇴한 후 성균관대학교 배구부 코치와 호남정유 배구단 코치, 수원 현대건설 힐스테이트, 인천 흥국생명 핑크스파이더스 코치를 차례로 역임했으며, 
화성 IBK 기업은행 알토스 감독으로 부임하기 전에는 한국배구연맹 경기위원으로 활동하기도 했다. 

### 감독 시절
2011년에 화성 IBK 기업은행 알토스의 창단 감독으로 부임하여 2011년부터 2019년까지 대한민국 V-리그 여자부 화성 IBK기업은행 알토스의 제 1대 감독을 맡았다.
10시즌동안 기업은행을 6년 연속 챔피언결정전에 진출시켜 그 가운데 3번의 우승컵을 안겼다. 2016년 리우 올림픽에서도 여자배구 대표팀 감독을 맡은 바 있다. 
2018-2019 시즌을 마치고 김우재 감독에게 기업은행 지휘봉을 넘겨주고 구단의 고문을 맡으며 잠시 일선에서 물러났다.

### SBS 스포츠 배구 해설위원 시절
2020-2021 시즌부터 기업은행의 코치가 된 김사니 코치의 빈자리를 메워 SBS 스포츠 배구 해설위원 영입 제의를 받아들였고, 
이에 따라 2020-2021 시즌부터 2024-2025시즌까지 SBS 스포츠 배구 해설위원으로 활동하고 있다.

## 감독 기록
| 팀                      | 시즌    | 정규리그 | 정규리그 | 정규리그 | 정규리그 | 정규리그 | 포스트시즌 | 포스트시즌 | 포스트시즌 | 포스트시즌 | 포스트시즌        |
| 팀                      | 시즌    | 경기 수  | 승       | 패       | 승률     | 결과     | 경기 수    | 승         | 패         | 승률       | 결과              |
| ----------------------- | ------- | -------- | -------- | -------- | -------- | -------- | ---------- | ---------- | ---------- | ---------- | ----------------- |
| 화성 IBK기업은행 알토스 | 2017-18 | 30       | 21       | 9        | .700     | 2위      | 6          | 2          | 4          | .333       | 챔피언결정전 패배 |

## 가족
1남 1녀를 두고 있으며, 아들은 김해시청 축구단 소속 골키퍼 이승규이다.